# Protonodosaria
Protonodosaria es un género de foraminífero bentónico de la Subfamilia Ichthyolariinae, de la familia Ichthyolariidae, de la superfamilia Robuloidoidea, del suborden Lagenina y del orden Lagenida. Su especie tipo es Nodosaria proceraformis. Su rango cronoestratigráfico abarca desde el Artinskiense (Pérmico inferior) hasta el Djulfiense (Pérmico superior).

## Discusión
Clasificaciones más recientes incluyen Protonodosaria en la Subfamilia Protonodosariinae y en la Familia Protonodosariidae.

## Clasificación
Protonodosaria incluye a las siguientes especies:
- Protonodosaria conspecies †
- Protonodosaria dozenkoae †
- Protonodosaria cornutuapercionis †
- Protonodosaria curvula †
- Protonodosaria globifrondina †
- Protonodosaria netschajewi †
  - Protonodosaria netschajewi rasik †
- Protonodosaria praecursor †
- Protonodosaria proceraformis †
- Protonodosaria pseudopraecursor †
- Protonodosaria rauserae †
- Protonodosaria tereta †
- Protonodosaria usvaensis †